# 纽约州立大学布法罗学院
纽约州立大学布法罗学院（英語：State University of New York College at Buffalo），现又称布法罗州立学院（Buffalo State College），位于美国的纽约州港口城市水牛城，是纽约州立大学系统中一所非研究型四年制大学，无授予博士学位的资格。学校创办于1871年，起初名叫布法罗师范学校，后曾更名为纽约州布法罗师范学院，与同城的纽约州立大学布法罗分校并非一所学校
该校开设有130多个文理工科和师范专业，最有名的要数：艺术收藏、工程技术、时装和面料技术和法律化学等专业。